# ميديلسكس (نيوجيرسي)
ميديلسكس (بالإنجليزية: Middlesex borough, New Jersey)‏ هي منطقة سكنية تقع بولاية نيوجيرسي في الولايات المتحدة. تبلغ مساحتها 9.09 كم2، وترتفع عن سطح البحر 11.8872 م، بلغ عدد سكانها 13,635 نسمة في عام 2010 حسب إحصاء مكتب تعداد الولايات المتحدة وتصل الكثافة السكانية فيها 1,500 نسمة لكل كيلومتر مربع (3,885.0/ميل2).

## التركيبة السكانية
حدّد مكتب تعداد الولايات المتحدة بيانات التركيبة السكانية لميديلسكس في تعداد الولايات المتحدة. في ما يلي، التركيبة السكانية حسب تعدادي 2000 و2010.

### تعداد عام 2000
بلغ عدد سكان ميديلسكس 13,717 نسمة بحسب تعداد عام 2000، وبلغ عدد الأسر 5,048 أسرة وعدد العائلات 3,739 عائلة مقيمة في المنطقة السكنية. في حين سجلت الكثافة السكانية 1,509 نسمة لكل كيلومتر مربع (3,908.3/ميل2). وبلغ عدد الوحدات السكنية 5,130 وحدة بمتوسط كثافة قدره 564.4 لكل كيلومتر مربع (1,461.8/ميل2).
وتوزع التركيب العرقي للمنطقة السكنية بنسبة 87.26% من البيض و3.36% من الأمريكيين الأفارقة و0.13% من الأمريكيين الأصليين و4.16% من الأمريكيين ذوي الأصول الآسيوية و0.02% من سكان جزر المحيط الهادئ و3.21% من الأعراق الأخرى و1.86% من عرقين مختلطين أو أكثر و9% من الهسبانيون أو اللاتينيون من أي عرق.
بلغ عدد الأسر 5,048 أسرة كانت نسبة 36.6% منها لديها أطفال تحت سن الثامنة عشر تعيش معهم، وبلغت نسبة الأزواج القاطنين مع بعضهم البعض 59.3% من أصل المجموع الكلي للأسر، ونسبة 10.5% من الأسر كان لديها معيلات من الإناث دون وجود شريك،  بينما كانت نسبة 4.3% من الأسر لديها معيلون من الذكور دون وجود شريكة وكانت نسبة 25.9% من غير العائلات. تألفت نسبة 21.7% من أصل جميع الأسر من عدة أفراد يعيشون في نفس المنزل ونسبة 10.7% كانت تتألف من شخص يعيش بمفرده يبلغ من العمر 65 عاماً أو أكثر. وبلغ متوسط حجم الأسرة المعيشية 2.71، أما متوسط حجم العائلات فبلغ 3.17.
بلغ العمر الوسطي للسكان 38.0 عاماً. وكانت نسبة 24.1% من القاطنين تحت سن الثامنة عشر، وكانت نسبة 6.2% بين الثامنة عشر والرابعة والعشرين عاماً، ونسبة 32.2% كانت واقعةً في الفئة العمرية ما بين الخامسة والعشرين والرابعة والأربعين عاماً، ونسبة 23.1% كانت ما بين الخامسة والأربعين والرابعة والستين، ونسبة 14.2% كانت ضمن فئة الخامسة والستين عاماً فما فوق. يوجد لكل 100 أنثى 94.8 ذكر، ويوجد لكل 100 أنثى في الثامنة عشر من عمرها فما فوق 91.6 ذكر.
بلغ متوسط دخل الأسرة في المنطقة السكنية 60,723 دولارًا، أما متوسط دخل العائلة فبلغ 70,343 دولارًا. وكان متوسط دخل الذكور 47,446 دولارًا مقابل 34,232 دولارًا للإناث. وسجل دخل الفرد الخاص بالمنطقة السكنية 27,834 دولارًا. وكانت نسبة 2.4% من العائلات ونسبة 3.6% من السكان تحت خط الفقر، وكان من هؤلاء نسبة 4.1% تحت سن الثامنة عشر ونسبة 2.3% في الخامسة والستين من العمر وما فوق.

### تعداد عام 2010
بلغ عدد سكان ميديلسكس 13,635 نسمة بحسب تعداد عام 2010، وبلغ عدد الأسر 4,984 أسرة وعدد العائلات 3,631 عائلة مقيمة في المنطقة السكنية. في حين سجلت الكثافة السكانية 1,500 نسمة لكل كيلومتر مربع (3,885.0/ميل2). وبلغ عدد الوحدات السكنية 5,148 وحدة بمتوسط كثافة قدره 566.3 لكل كيلومتر مربع (1,466.7/ميل2).
وتوزع التركيب العرقي للمنطقة السكنية بنسبة 81.24% من البيض و5.13% من الأمريكيين الأفارقة و0.18% من الأمريكيين الأصليين و6% من الأمريكيين ذوي الأصول الآسيوية و0.07% من سكان جزر المحيط الهادئ و5.37% من الأعراق الأخرى و2.02% من عرقين مختلطين أو أكثر و16.47% من الهسبانيون أو اللاتينيون من أي عرق.
بلغ عدد الأسر 4,984 أسرة كانت نسبة 35% منها لديها أطفال تحت سن الثامنة عشر تعيش معهم، وبلغت نسبة الأزواج القاطنين مع بعضهم البعض 56% من أصل المجموع الكلي للأسر، ونسبة 11.8% من الأسر كان لديها معيلات من الإناث دون وجود شريك،  بينما كانت نسبة 5.1% من الأسر لديها معيلون من الذكور دون وجود شريكة وكانت نسبة 27.1% من غير العائلات. تألفت نسبة 22.2% من أصل جميع الأسر من عدة أفراد يعيشون في نفس المنزل ونسبة 10.8% كانت تتألف من شخص يعيش بمفرده يبلغ من العمر 65 عاماً أو أكثر. وبلغ متوسط حجم الأسرة المعيشية 2.73، أما متوسط حجم العائلات فبلغ 3.22.
بلغ العمر الوسطي للسكان 40.7 عاماً. وكانت نسبة 22.5% من القاطنين تحت سن الثامنة عشر، وكانت نسبة 8.1% بين الثامنة عشر والرابعة والعشرين عاماً، ونسبة 26.1% كانت واقعةً في الفئة العمرية ما بين الخامسة والعشرين والرابعة والأربعين عاماً، ونسبة 29.5% كانت ما بين الخامسة والأربعين والرابعة والستين، ونسبة 13.8% كانت ضمن فئة الخامسة والستين عاماً فما فوق. وتوزع التركيب الجنسي للسكان بنسبة 48.4% ذكور و51.6% إناث.

## وصلات خارجية
- الموقع الرسمي